# Claudio Daiano
Claudio Daiano o, più semplicemente, Daiano, pseudonimo di Claudio Fontana (Cervia, 4 maggio 1945), è un paroliere, compositore e cantautore italiano.
Ha scritto i testi di molte canzoni entrate nella storia della musica leggera italiana, da Sei bellissima per Loredana Bertè (composta su musica di Gian Pietro Felisatti) a L'isola di Wight e Storia di periferia per i Dik Dik, da Un pugno di sabbia a Un giorno insieme, entrambe per i Nomadi, da Il volto della vita per Caterina Caselli a Un'ombra per Mina.

## Biografia
Figlio di Silverio Fontana, gestore del "Dancing Fontana", uno dei più famosi di Cervia, situato in via Roma, si accosta alla musica insieme ai fratelli Carlo e Franco.
Inizia la carriera come cantante in alcuni gruppi della sua zona, di cui i più noti sono i Nevada (con Fulvio Penso alla tromba, Lino Brandolini al pianoforte, Franco Forlivesi alla chitarra, Luigi Adami alla chitarra e canto e Franco Asioli alla batteria).
Si trasferisce poi a Milano (per studiare all'università), entrando in contatto con il mondo musicale e discografico, e mettendosi in luce come paroliere; la prima grande affermazione risale al 1968 con Il volto della vita, firmata anche da Mogol, cover di Days of Pearly Spencer di David McWilliams.
Sempre nello stesso anno ottiene un altro grande successo: Quelli erano giorni, cover di Those Were the Days, singolo di debutto nonché hit di Mary Hopkin, scritta da Gene Raskin per il testo inglese sulla musica di una canzone russa, Дорогой длинною (Dorogoi dlinnoyu), scritta da Boris Fomin ed incisa da Gigliola Cinquetti; il suo testo verrà inciso anche dalla stessa Hopkin a da Dalida in italiano e in francese.
Nel 1969 scrive il testo per la versione italiana della celebre canzone-scandalo Je t'aime... moi non plus di Serge Gainsbourg. La canzone viene incisa in differenti versioni, in particolare due versioni sono le più celebri, quella cantata da Giorgio Albertazzi e Anna Proclemer e quella cantata da Ombretta Colli assieme ad un non precisato partner (non si tratta comunque né di Giorgio Gaber, né di Daiano stesso).
Nel 1969 con Due grosse lacrime bianche, interpretata da Iva Zanicchi, partecipa all'Eurovision Song Contest 1969.
Nel 1970 ottiene due successi con L'isola di Wight per i Dik Dik (cover di Wight Is White di Michel Delpech) ed Un pugno di sabbia per i Nomadi, che arriva al quarto posto ad Un disco per l'estate.
Nel 1973 debutta al Festival di Sanremo come autore di Angeline, eseguita dai Pop Tops, che viene eliminata; si rifà però l'anno successivo, vincendo con Ciao cara, come stai?, interpretata da Iva Zanicchi.
Sempre nel 1974 pubblica il suo primo album da cantautore, Io come chiunque (sulla pista di Cohen): un album tributo a Leonard Cohen, contenente canzoni tradotte da Daiano (in un caso, The partisan, con la collaborazione di Bruno Lauzi) e gli arrangiamenti curati da Victor Bach.
Nello stesso anno partecipa alla Mostra Internazionale di Musica Leggera di Venezia con Momenti sì, momenti no, interpretata da Caterina Caselli.
Il 1975 è l'anno di Sei bellissima, che diventa una delle canzoni evergreen della musica leggera italiana, anche grazie all'interpretazione di Loredana Bertè, mentre l'anno successivo ottiene un buon successo con 15 anni, incisa dai Vicini di casa.
Continua a portare avanti la sua carriera solista, incidendo altri singoli ed un secondo album, ma ottiene i successi maggiori come autore; tra le altre canzoni da lui scritte ricordiamo Oramai, che Fiordaliso presenta al Festival di Sanremo 1983 aggiudicandosi il Premio della critica "Sezione Giovani".
Un'altra collaborazione significativa è quella con il gruppo sardo dei I Collage, per cui ha scritto molte canzoni di cui le più note sono Donna musica e I ragazzi che si amano.
Ha collaborato anche con Nino Manfredi per alcune commedie musicali, tra cui Parole d'amore parole.

## Discografia

### Album
- 1974: Io come chiunque (sulla pista di Cohen) (Fonit Cetra, LPP 264)
- 1982: I ragazzi di città (Dischi Ricordi, SMRL 6293)

### Singoli
- 1977: Canzone facile/Sto cercando una donna (Vip, VIP 5074)
- 1978: Sballo/Non mi sparo più (Durium, LdAi 8009)
- 1982: Ti faccio volare/La strada (Dischi Ricordi, SRL 10960)
- 1984: Perché ci si innamora/Dalla parte delle donne (Carosello, Cl 20523)
- 1989: L'ultima preghiera/Capricci di donna (Top Records, TP 66019)

## Canzoni scritte da Daiano
| Anno | Titolo                                                          | Autori del testo                        | Autori della musica                           | Interpreti                                                  |
| ---- | --------------------------------------------------------------- | --------------------------------------- | --------------------------------------------- | ----------------------------------------------------------- |
| 1966 | Non ho più paura dell'ombra                                     | Daiano                                  | Keith Richards                                | Piero Focaccia                                              |
| 1968 | Il volto della vita                                             | Daiano e Mogol                          | David Mc Williams                             | Caterina Caselli                                            |
| 1968 | Il pretesto                                                     | Daiano                                  | Arnold Goland e Jack Gold                     | Françoise Hardy                                             |
| 1968 | Quelli erano giorni                                             | Daiano                                  | Gene Raskin                                   | Gigliola Cinquetti                                          |
| 1968 | Io voglio te                                                    | Daiano e Mogol                          | Tammy Wynette e Billy Sherrill                | Palma Calderoni                                             |
| 1968 | Ti amo... ed io di più                                          | Daiano e Gian Piero Simontacchi         | Serge Gainsbourg                              | Giorgio Albertazzi e Anna Proclemer Ombretta Colli Brigitte |
| 1969 | Le rose nella nebbia                                            | Daiano                                  | Pascal Auriat e Guy Dubeau                    | Giuliana Valci                                              |
| 1969 | Un amore a New York                                             | Daiano                                  | Alec                                          | Alec                                                        |
| 1969 | Lena                                                            | Daiano                                  | Alec                                          | Alec                                                        |
| 1969 | La mia vita con te                                              | Daiano                                  | John Dickinson                                | I Profeti                                                   |
| 1969 | Un'ombra                                                        | Daiano e Paolo Limiti                   | Roberto Soffici                               | Mina                                                        |
| 1969 | I problemi del cuore                                            | Daiano e Pino Massara                   | Pino Massara                                  | Mina                                                        |
| 1969 | La nostra storia finisce qui                                    | Daiano                                  | Daiano                                        | Vanna Brosio                                                |
| 1969 | Due grosse lacrime bianche                                      | Daiano                                  | Piero Soffici e Carlo Fontana                 | Iva Zanicchi                                                |
| 1969 | Un bacio sulla fronte                                           | Daiano                                  | Valter Camurri e Ezio Leoni                   | Iva Zanicchi                                                |
| 1969 | Accanto a te                                                    | Daiano                                  | Corrado Castellari                            | Iva Zanicchi                                                |
| 1969 | Fiumi di parole                                                 | Daiano                                  | Valter Camurri                                | Nico e i Gabbiani                                           |
| 1970 | Un pugno di sabbia                                              | Daiano                                  | Roberto Soffici                               | Nomadi                                                      |
| 1970 | Come una malattia                                               | Daiano                                  | Charles Aznavour                              | Charles Aznavour                                            |
| 1970 | L'isola di Wight                                                | Daiano e Alberto Salerno                | Michel Delpech e Roland Vincent               | Dik Dik                                                     |
| 1971 | Le cipolle, ovverosia piangendo tutti insieme appassionatamente | Daiano                                  | Gabriele Balducci                             | Pane volpe e succo d'aquila                                 |
| 1971 | Wassa wassa                                                     | Daiano                                  | Daiano                                        | Pane volpe e succo d'aquila                                 |
| 1972 | L'uomo del Paradiso                                             | Daiano ed Ettore Carrera                | Ken Hensley                                   | Caterina Caselli                                            |
| 1972 | Il sole splende ancora                                          | Daiano                                  | Bobby Boyd e Frank Abel                       | Iva Zanicchi                                                |
| 1972 | Un, due, tre                                                    | Daiano e Bruno Lauzi                    | Enrico Ciacci e Italo Janne                   | Franco Tortora                                              |
| 1973 | I mulini della mente                                            | Daiano                                  | Daiano - Giuseppe Ronzullo                    | Iva Zanicchi                                                |
| 1973 | Angeline                                                        | Daiano                                  | Rosa Nisi Marsella                            | Pop Tops                                                    |
| 1973 | Un giorno insieme                                               | Daiano e Luigi Albertelli               | Roberto Soffici                               | Nomadi                                                      |
| 1973 | Bugie                                                           | Daiano                                  | Daiano e Giuseppe Ronzullo                    | Silvana dei Circus 2000                                     |
| 1974 | Ciao cara, come stai?                                           | Daiano e Dinaro                         | Italo Ianne e Cristiano Malgioglio            | Iva Zanicchi                                                |
| 1974 | Il mio volo bianco                                              | Flavio Zanon                            | Daiano e Italo Ianne                          | Emanuela Cortesi                                            |
| 1974 | Momenti sì, momenti no                                          | Daiano e Adelio Cogliati                | Guido Maria Ferilli                           | Caterina Caselli                                            |
| 1974 | Tu sai chi sono                                                 | Daiano                                  | Leonard Cohen                                 | Daiano                                                      |
| 1974 | Mi straccerai                                                   | Daiano                                  | Leonard Cohen                                 | Daiano                                                      |
| 1974 | Non trovo il modo di andarmene                                  | Daiano                                  | Leonard Cohen                                 | Daiano                                                      |
| 1974 | Sembra tanto tempo fa, Nancy                                    | Daiano                                  | Leonard Cohen                                 | Daiano                                                      |
| 1974 | Maestri                                                         | Daiano                                  | Leonard Cohen                                 | Daiano                                                      |
| 1974 | Il macellaio                                                    | Daiano                                  | Leonard Cohen                                 | Daiano                                                      |
| 1974 | Passerà                                                         | Daiano                                  | Richard Blakeslee                             | Daiano                                                      |
| 1974 | Uno di noi non può sbagliare                                    | Daiano                                  | Leonard Cohen                                 | Daiano                                                      |
| 1974 | Il partigiano                                                   | Daiano e Bruno Lauzi                    | Leonard Cohen e Anna Marly                    | Daiano                                                      |
| 1974 | Come un uccello sul ramo                                        | Daiano                                  | Leonard Cohen                                 | Daiano                                                      |
| 1974 | Immagina                                                        | Daiano                                  | Gian Pietro Felisatti                         | Massimo Ranieri                                             |
| 1975 | Sei bellissima                                                  | Daiano                                  | Giampietro Felisatti                          | Loredana Bertè                                              |
| 1976 | Oggi, settembre 26                                              | Daiano                                  | Umberto Napolitano e Pietro Gilberto Tacchini | Umberto Napolitano                                          |
| 1976 | 15 anni                                                         | Daiano                                  | Enzo Malepasso                                | I vicini di casa                                            |
| 1977 | Il bel tempo                                                    | Daiano                                  | Enzo Malepasso                                | Orietta Berti                                               |
| 1977 | Opera d'amore                                                   | Daiano                                  | Elio Isola                                    | Equipe 84                                                   |
| 1977 | Ragazzina                                                       | Daiano                                  | Franco Chiaravalle e Lorenzo Bornice          | Luca D'Ammonio                                              |
| 1978 | Se riesci a non morire                                          | Daiano                                  | Giampietro Felisatti                          | Iva Zanicchi                                                |
| 1978 | Prima esperienza                                                | Daiano                                  | Daiano                                        | Luca D'Ammonio                                              |
| 1978 | Un amico                                                        | Daiano                                  | Franco Jadanza                                | Luca D'Ammonio                                              |
| 1978 | Tesoro mio                                                      | Daiano                                  | Angelo Valsiglio                              | Iva Zanicchi                                                |
| 1979 | Il diario dei segreti                                           | Daiano                                  | Giuseppe Adorno                               | Gli Opera                                                   |
| 1980 | Buone vacanze                                                   | Daiano                                  | Angelo Valsiglio                              | Ilona Staller                                               |
| 1980 | Ti amo uomo                                                     | Daiano                                  | Angelo Valsiglio                              | Ilona Staller                                               |
| 1980 | Donna musica                                                    | Daiano                                  | Angelo Valsiglio e Paolo Masala               | I Collage                                                   |
| 1980 | Stasera tu                                                      | Daiano                                  | Angelo Valsiglio e Paolo Masala               | I Collage                                                   |
| 1980 | Completo amore                                                  | Daiano                                  | Angelo Valsiglio e Paolo Masala               | I Collage                                                   |
| 1980 | Sapor di scuola                                                 | Daiano                                  | Angelo Valsiglio e Paolo Masala               | I Collage                                                   |
| 1981 | I ragazzi che si amano                                          | Daiano                                  | Angelo Valsiglio e Paolo Masala               | I Collage                                                   |
| 1981 | Ska skatenati                                                   | Daiano                                  | Angelo Valsiglio                              | Ilona Staller                                               |
| 1981 | Disco smack                                                     | Daiano                                  | Angelo Valsiglio                              | Ilona Staller                                               |
| 1983 | Oramai                                                          | Depsa                                   | Daiano e Angelo Valsiglio                     | Fiordaliso                                                  |
| 1984 | Buon Natale                                                     | Daiano                                  | Angelo Valsiglio                              | Raffaella Carrà                                             |
| 1985 | Atlantide                                                       | Daiano                                  | Paolo Baldan Bembo                            | I Santarosa e Marina Barone                                 |
| 1987 | Voi del '96                                                     | Daiano                                  | Marco Bonino e Paki Canzi                     | I Nuovi Angeli                                              |
| 2018 | Come un magnificat                                              | Daiano, Enzo Messina Gaetano De Michele | Enzo Messina                                  | Gaetano De Michele                                          |